# イルハン・ミマールオール
イルハン・ミマールオール（İlhan Mimaroğlu、1926年3月11日 - 2012年7月17日）は、アメリカ合衆国で活動した電子音楽を主とするトルコ出身の作曲家、演奏家。チャールズ・ミンガスのアルバム『Changes One』（1972年）のプロデュースも手がけた。また著述家でもあり、彼の生国であるトルコでは、電子音楽、ジャズ、音楽史などに関する多くの著作に加え、彼の日記なども出版されている。
1926年、トルコのイスタンブールで建築家ケマレティン・ミマールオール (Kemalletin - ) の息子として生まれた。彼が生まれて間もない頃に父が亡くなったため、彼には父の思い出はないという。しかし父は彼に音楽に親しんで育つことを望んでいたといい、家にはプレーヤーとたくさんのクラシック音楽のレコードがあった。幼い彼にとってはそれらが唯一のおもちゃであったという。
成長した彼は名門ガラタサライ高校 (w:Galatasaray Lisesi) を卒業し、アンカラ法律学校 (Ankara Law School) へ入学したが、音楽への関心の方が強かった。その後渡米し、1950年代には音楽に関する執筆活動や放送でトルコ国内で名が知られるようになっていた。1955年、彼の評判を知ったロックフェラー財団の援助によってコロンビア大学での音楽教育プログラムを受けることになり、そこで音楽学をポール・ヘンリー・ラング (Paul Henry Lang) に、作曲をダグラス・ムーアに学んだ。
数年後ニューヨークに戻って居を構えるとともに、更にコロンビア大学で電子音楽の勉強を続け、オットー・ルーニングとウラジミール・ウサシェフスキーによる電子楽器や磁気テープなどを使った電子音楽（のちにテープ音楽と呼ばれるもの）の研究の薫陶を受けながら、ルーニングらの設立したコロンビア-プリンストン電子音楽センター（現コロンビア大学コンピュータ音楽センター）で何年間も仕事をした。そこでの第一の師はウサシェフスキーであり、ほかにエドガー・ヴァレーズやシュテファン・ヴォルペ (w:Stefan Wolpe)などといった人々とも一緒に仕事をする機会があった。1971年には作曲でグッゲンハイム・フェローシップを受けている。
2012年7月17日、肺炎のためニューヨークで死去。86歳没。